# Europa Universalis (seria)
Europa Universalis – seria gier strategicznych wyprodukowanych przez szwedzką firmę Paradox Interactive. Obszar działania gier z cyklu obejmuje cały świat. Gracz kontroluje całe państwo, w tym armię, dyplomację, handel i gospodarkę.
Seria ma duże walory edukacyjne, ze względu na dbałość twórców o odwzorowanie historycznych realiów. Występują w niej wydarzenia oraz autentyczni historyczni władcy państw, politycy, wojskowi i odkrywcy, uzupełniani przez zdarzenia losowe i postacie fikcyjne, zaś podczas rozgrywki możliwa jest całkowita zmiana biegu historii.

## Gry z seriiEuropa Universalis
- Europa Universalis
- Europa Universalis II
  - Europa Universalis II: The Asian Chapters
- Europa Universalis III
  - Europa Universalis III: Napoleon's Ambition
  - Europa Universalis III: In Nomine
  - Europa Universalis III: Walka o tron
  - Europa Universalis III: The Divine Wind
- Europa Universalis: Rzym
  - Europa Universalis: Rzym – Vae Victis
- Europa Universalis IV

Na polskim rynku jako Europa Universalis: Mroczne wieki sprzedawana była pierwsza część serii Crusader Kings. Do serii zalicza się także gra For the Glory stanowiąca rozwinięcie Europy Universalis II, niebędąca jednak produkcją firmy Paradox Interactive.